# Harold Brown
Harold Brown (Nueva York, 19 de septiembre de 1927-Rancho Santa Fe, California; 4 de enero de 2019) fue un científico estadounidense, que desempeñó como secretario de Defensa de Estados Unidos (1977-1981).

## De científico a ministro
A los 21 años se doctoró en física por la Universidad de Columbia. Trabajó como investigador científico en el Radiation Laboratory de la Universidad de Berkeley, en California. En 1952 se unió al equipo científico del Lawrence Radiation Laboratory de Livermore, del que se convirtió en director en 1960. 
En la década de los 50 trabajó como consultor científico para diferentes instituciones federales. En 1961 entró en el Departamento de Defensa como director de Investigación y Desarrollo Tecnológico (1961-1965) y después pasó a ser secretario de la Fuerza Aérea (1965-1969), con rango de subsecretario de Defensa.
Entre 1969 y 1977 fue presidente del Instituto Tecnológico de California.

## Secretario de Defensa (1977-1981)
El presidente Jimmy Carter lo nombró secretario de Defensa. Harold Brown, con 8 años de experiencia anterior en el Pentágono, se convertía así en el primer científico en dirigir el Departamento de Defensa. Consistente defensor de la línea oficial marcada por el presidente Carter, la principal tarea de Brown fue hacer compatible la necesidad de crecimiento de las Fuerzas Armadas, con los convenios colectivos sobre seguridad y el avance en los compromisos en materia de control de armamentos.
Harold Brown acuñó el término «equivalencia esencial» al hablar sobre la competición nuclear con la Unión Soviética. Tomó parte en las negociaciones sobre armamento con los soviéticos y apoyó sin éxito la ratificación del segundo Tratado para la Limitación de Armas Estratégicas (SALT II) firmado por el presidente Carter y Leonid Brézhnev. El tratado nunca fue ratificado por el Senado.
Durante la campaña electoral de 1976 Jimmy Carter había prometido recortar el gasto de Defensa y una de las primeras actuaciones de Harold Brown como secretario de Defensa fue en esa dirección. Sugirió varias enmiendas para recortar el presupuesto militar elaborado por el gobierno anterior para el año fiscal de 1978. Pero en los años siguientes la realidad es que bajo Brown el presupuesto de Defensa fue en aumento debido a la necesidad de modernizar las fuerzas convencionales después de la experiencia de Vietnam, y una serie de problemas que surgieron en Oriente Medio, Irán o Afganistán. Si para 1978 se estableció un presupuesto militar de 116 100 millones de dólares, para 1979 fue de 124 700 millones de dólares; para 1980 de 141 900 millones de dólares; y para 1981 de 175 500 millones de dólares.
Brown consideraba esencial mantener los misiles intercontinentales, los misiles submarinos y los bombarderos estratégicos. Aunque decidió no producir bombarderos B-1, ordenó el incremento de bombarderos B-52 equipados de misiles de crucero, y dio el visto bueno al desarrollo de tecnología para la fabricación de aviones invisibles que eludieran a las defensas enemigas. Respaldó también el desarrollo del Misil MX que debía reemplazar en la próxima década a los cada vez más vulnerables misiles intercontinentales Minuteman y Titan. Para garantizar la supervivencia del Misil MX, Brown ordenó desplegarlos en diferentes refugios en los Estados de Utah y Nevada. Unos planes que los críticos estimaban caros y perjudiciales para el medio ambiente. Brown argumentó que era el mejor proyecto posible para proteger los misiles de ataques enemigos. También bajo la dirección de Brown se aceleró el desarrolló de una versión más grande y completa del submarino nuclear Trident y la conversión de los submarinos Poseidón en submarinos capaces de lanzar misiles intercontinentales con múltiples cabezas nucleares cada uno.

## Relaciones internacionales
Para Brown el fortalecimiento de la OTAN era un objetivo prioritario para la Seguridad Nacional. Convenció a los aliados europeos para que aumentaran sus gastos militares un 3 % cada año para el periodo 1977-1986, y en 1978 logró que los miembros de la Alianza aprobaran el Programa de Defensa para el Largo Plazo que incluía 10 prioridades: mejor preparación; rápido refuerzo; fuerzas de reserva europeas más fuertes; mejoras en la capacidad marítima; defensa aérea integrada; comando, control y comunicaciones más efectivas; y modernización del teatro nuclear. Para poner en práctica esta última prioridad, en diciembre de 1979 se procedió a la instalación de 108 misiles Pershing II y 464 misiles de crucero terrestres en Europa Occidental.
A pesar de que la Administración Carter decidió en 1977 dar comienzo a una gradual retirada de las fuerzas norteamericanas de tierra estacionadas en Corea del Sur, Harold Brown se aseguró que el plan no se llegara a completar y quedasen al menos 40 000 tropas en la península coreana. Al mismo tiempo, pidió a los gobiernos de Japón y Corea del Sur que incrementaran sus presupuestos de Defensa para hacer frente al crecimiento de la fuerza militar norcoreana. 

## Oriente Medio
En Oriente Medio Brown apoyó activamente los esfuerzos de intermediación de Carter entre Israel y Egipto que llevaron a los acuerdos de paz de Camp David. Pero este éxito se vio rápidamente ensombrecido por la pérdida de un aliado fundamental en la zona, el Sha de Irán. Además, los revolucionarios iraníes ocuparon la embajada estadounidense en Teherán secuestrando a más de 50 ciudadanos norteamericanos, dando inicio a la llamada crisis de los rehenes. Brown participó en la planificación de la operación de rescate que se ejecutó entre el 24 y el 25 de abril de 1980 y terminó en un rotundo fracaso y la pérdida de 8 soldados sin conseguir el objetivo de rescatar a los secuestrados.
En la misma época también ocurrió la invasión de Afganistán por parte de tropas de la URSS. La imposición de un gobierno prosoviético en ese país podía suponer un fuerte golpe al papel de EE. UU. en la región estratégica de Oriente Medio y el Suroeste de Asia. En respuesta a la intervención soviética, Brown movilizó el Destacamento Conjunto de Despliegue Rápido (RDJTF) para operaciones de contingencia.

## Últimos años
En las elecciones de 1980 Harold Brown defendió en público las políticas de Carter. Tras la derrota de este y el cambio de administración, Brown abandonó el departamento de defensa el 20 de enero de 1981. Permaneció en Washington como profesor de Estudios Internacionales en la Universidad Johns Hopkins. También fue presidente del Instituto de Política Exterior de dicha universidad.
Ha participado en los consejos de administración de numerosas corporaciones como Altria (antes conocida como Philip Morris). En 1983 publicó el libro Thinking About National Security: Defense and Foreign Policy in a Dangerous World.